# 식도암
식도암(食道癌, throat cancer, esophageal cancer)은 식도에 생기는 암이다. 증상으로는 구토, 기침, 체중 감소 등이 있다. 다른 증상으로는 삼킬 때의 통증, 쉰 목소리, 쇄골 주변의 림프절("샘") 비대, 마른 기침, 토혈 등이 있다.
이 질병의 두 가지 주요 하위 유형은 개발도상국에서 더 흔한 식도 편평 세포 암종(ESCC)과 선진국에서 더 흔한 식도 선암종(EAC)이 있다. 덜 일반적인 유형도 많이 발생한다. 편평 세포 암종은 식도를 감싸고 있는 상피 세포에서 발생한다. 선암은 식도의 아래쪽 1/3에 존재하는 선 세포에서 발생하며, 종종 이미 장 세포 화생(바렛 식도라고 알려진 상태)으로 변형된 곳에서 발생한다. 편평 세포 유형의 원인으로는 담배, 술, 매우 뜨거운 음료, 잘못된 식습관, 빈랑을 씹는 행위 등이 있다. 선암 유형들의 가장 흔한 원인은 흡연, 비만, 위산 역류이다.
이 질병은 내시경(광섬유 카메라)으로 실시하는 생검으로 진단한다. 예방에는 금연과 건강한 식단 섭취가 포함된다. 치료는 암의 단계와 위치, 환자의 일반적인 상태 및 개인의 선호도를 기반으로 한다. 작은 국소 편평세포암은 완치를 목표로 하며 수술만으로 치료가 가능하다. 대부분의 다른 경우에는 방사선 요법을 포함하거나 포함하지 않는 화학 요법이 수술과 함께 사용된다. 더 큰 종양은 화학 요법 및 방사선 요법으로 성장을 늦출 수 있다. 광범위한 질병이 있거나 영향을 받은 사람이 수술을 받기에 적합하지 않은 경우 완화 치료가 종종 권장된다.
2018년 기준 식도암은 전 세계적으로 8번째로 흔한 암으로, 한 해 동안 572,000건의 새로운 사례가 발생했다. 1990년의 345,000명에서 그 해에 약 509,000명의 사망자가 발생했다. 발병률은 국가마다 매우 다양하며 전체 사례의 약 절반이 중국에서 발생한다. 여성보다 남성에서 약 3배 더 흔하다. 결과는 질병의 범위 및 기타 의학적 상태와 관련이 있지만 진단이 종종 늦기 때문에 일반적으로 상당히 좋지 않은 경향이 있다. 5년 생존율은 약 13~18%이다.

## 징후 및 증상
눈에 띄는 증상은 일반적으로 암이 식도관 둘레의 60% 이상 침투할 때까지 나타나지 않으며, 이때 종양은 이미 진행 단계에 있다. 증상의 시작은 일반적으로 종양의 물리적 존재로 인해 관이 좁아져서 발생한다.
첫 번째이자 가장 흔한 증상은 일반적으로 연하 곤란으로, 단단한 음식을 먼저 삼키고 나중에 부드러운 음식과 액체를 삼킬 때 경험하는 경우가 많다. 처음에는 삼킬 때 통증이 덜하다. 편평상피세포암의 경우 체중 감소가 초기 징후인 경우가 많지만, 선암의 경우 일반적으로는 그렇지 않다. 식욕 감소와 영양 부족으로 인한 최종적인 체중 감소가 흔하다. 가슴뼈 뒤쪽이나 위 주변 부위의 통증은 종종 속쓰림처럼 느껴진다. 통증은 종종 심할 수 있으며 어떤 종류의 음식이든 삼키면 악화될 수 있다. 또 다른 징후로는 종양이 되돌이후두신경에 영향을 미쳐 비정상적으로 거칠거나 쉰 목소리가 나는 기침이 있을 수 있다.
종양이 있으면 삼킬 때 식도의 정상적인 수축을 방해할 수 있다. 이로 인해 메스꺼움과 구토, 음식물 역류 및 기침이 발생할 수 있다. 또한 식도와 기관 사이에 생길 수 있는 비정상적인 연결부위(누공)를 통해 음식물이 기도로 들어가 흡인성 폐렴의 위험이 높아질 수 있다. 이 심각한 합병증의 초기 징후는 음주 또는 식사 시 기침일 수 있다. 종양 표면이 연약하고 출혈이 발생하여 피를 구토할 수 있다. 진행성 질환에서는 국소 구조의 압박이 발생하여 상기도 폐쇄 및 상대정맥 증후군과 같은 문제를 유발한다. 고칼슘혈증(혈중 칼슘 과다)이 발생할 수 있다.
암이 다른 곳으로 퍼진 경우 전이성 질환과 관련된 증상이 나타날 수 있다. 암이 퍼지는 흔한 부위로는 인근 림프절, 간, 폐, 뼈 등이 있다. 간 전이는 황달과 복부 부종(복수)을 유발할 수 있다. 폐 전이는 폐 주위의 과도한 체액(흉막 삼출액)으로 인한 호흡 장애, 호흡 곤란(호흡 장애와 관련된 느낌) 등의 증상을 유발할 수 있다.

## 원인
두 가지 주요 유형(즉, 편평세포암과 선암)에는 뚜렷한 위험 요인이 있다. 편평상피세포암은 흡연 및 음주와 같은 생활 습관 요인과 관련이 있다. 선암은 장기적인 위산 역류의 영향과 관련이 있다. 담배는 두 유형 모두의 위험 요인이다. 두 유형 모두 60세 이상의 사람들에게 더 흔하다.

### 편평상피세포암종
식도 편평상피세포암의 두 가지 주요 위험 요인은 담배(흡연 또는 씹는 담배)와 알코올이다. 담배와 알코올의 조합은 강력한 시너지 효과를 발휘한다. 일부 데이터에 따르면 전체 사례의 약 절반은 담배, 약 3분의 1은 알코올로 인한 것이며, 남성의 경우 4분의 3 이상이 흡연과 과음으로 인한 것으로 나타났다. 알코올과 관련된 위험은 알코올의 알데하이드 대사산물 및 특정 관련 효소의 돌연변이와 관련이 있는 것으로 보인다. 이러한 대사 변이는 아시아에서 비교적 흔하다.
다른 관련 위험 요인으로는 매우 뜨거운 음료(65 °C 또는 149 °F 이상)의 규칙적인 섭취와 부식성 물질의 섭취가 있다. 니트로사민(담배 연기 및 특정 식품에서 발견되는 화합물)에 대한 높은 수준의 식이 노출도 관련 위험 요인으로 보인다. 좋지 않은 식이 패턴은 가공육 및 바비큐 고기, 절인 채소 등을 통해 니트로사민에 노출되고 신선한 식품을 적게 섭취하는 것과 관련이 있는 것으로 보인다. 기타 관련 요인으로는 영양 결핍, 낮은 사회경제적 지위, 열악한 구강 위생 등이 있다. 빈랑(아레카)을 씹는 것은 아시아에서 중요한 위험 요인이다. 신체적 외상은 위험을 증가시킬 수 있다. 여기에는 매우 뜨거운 음료를 마시는 것이 포함될 수 있다.

### 선암종

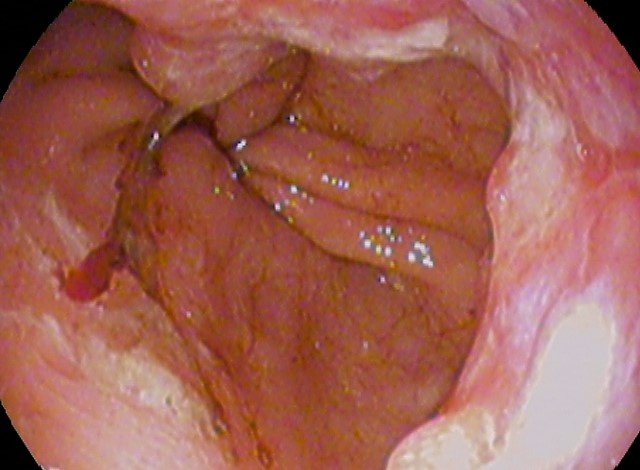
바렛 식도로 인한 식도암(하부)

이러한 유형의 식도암은 남성에게 약 7~10배 더 자주 발생하는 남성 우세 현상이 특히 두드러진다. 이러한 불균형은 위산 역류 및 비만을 포함한 다른 알려진 위험 요인의 특성 및 상호 작용과 관련이 있을 수 있다.
위식도 역류 질환(GERD)
위산 역류(위식도 역류 질환 또는 GERD 라고도 하는 매우 흔한 질환)의 장기적인 침식 효과는 이러한 유형의 암과 밀접한 관련이 있다. 역류성 식도염이 오래 지속되면 식도 편평 상피 내벽의 침식에 반응하여 식도 하부에 세포 유형의 변화를 유도할 수 있다. 바렛 식도라고 알려진 이 현상은 호르몬 요인으로 인해 남성보다 여성에게 약 20년 늦게 나타나는 것으로 보인다. 기계적인 수준에서 식도에는 정상적인 편평 상피처럼 담즙과 산에 더 강하고 장 분화 및 발암성 변형이 일어나기 쉬운 작은 HOXA13 발현 구획이 있다. 위식도역류질환이 발생하면 이 HOXA13 발현 구획이 정상 편평 구획을 능가하여 식도의 세포가 장의 세포 유형으로 변하고 식도암이 발생할 가능성이 높아진다. 증상이 있는 위식도 역류질환이나 담즙 역류가 있으면 바렛 식도가 발생할 가능성이 높아져 궁극적으로 선암으로 이어질 수 있는 추가 변화의 위험이 높아진다. 데옥시콜산과 체노데옥시콜산을 포함한 비공액 담즙산을 포함하는 담즙 역류는 산화 스트레스와 DNA 손상을 유도하여 식도 선암 발암에 기여하는 것으로 보이며, 바렛 식도가 있을 때 선암이 발생할 위험은 명확하지 않으며 과거에 과대평가되었을 수 있다.
비만 또는 과체중은 모두 위험 증가와 관련이 있는 것으로 보인다. 비만과의 연관성은 모든 유형의 비만 관련 암 중에서 가장 강력한 것으로 보이지만 그 이유는 아직 명확하지 않다. 복부 비만은 위식도역류질환 및 바렛 식도암뿐만 아니라 이러한 유형의 암과도 밀접한 관련이 있는 것으로 보인다. 이러한 유형의 비만은 남성에게 특징적이다. 생리적으로 위식도 역류를 자극하고 다른 만성 염증 효과도 있다.
헬리코박터 파일로리 감염(전 세계 인구의 절반 이상이 감염된 것으로 추정되는 흔한 질환)은 식도 선암의 위험 요인이 아니며, 오히려 식도 선암을 예방하는 것으로 보인다. 위식도역류질환의 원인이자 위암의 위험 인자이기는 하지만, 감염은 식도 선암의 위험을 50%까지 낮추는 것과 관련이 있는 것으로 보인다. 보호 효과에 대한 생물학적 설명은 다소 불분명하다. 한 가지 설명은 일부 헬리코박터 파일로리 균주가 위산을 감소시켜 위식도역류질환에 의한 손상을 감소시킨다는 것이다. 최근 수십 년 동안 서구 인구의 헬리코박터 파일로리 감염률이 감소한 것도 식도 선암의 동시 증가와 관련이 있을 수 있다.
여성 호르몬도 보호 효과가 있을 수 있는데, 여성에게 EAC 가 훨씬 덜 흔할 뿐만 아니라 평균 20년 정도 늦게 발병하기 때문이다. 많은 생식 관련 요인에 대한 연구 결과가 명확하게 밝혀지지는 않았지만, 모유 수유 기간이 길어질수록 산모의 위험은 감소하는 것으로 보인다.
흡연은 식도 선암의 위험을 증가시키지만 편평상피세포암에 비해 식도 선암에 미치는 영향은 미미하며, 알코올이 원인이라고 입증된 바는 없다.

### 관련 조건
- 두경부암은 현장 암화(즉, 장기간 발암성 노출에 대한 국소 반응)로 인해 식도 편평상피세포암을 포함한 해당 부위의 두 번째 원발성 종양과 관련이 있다.[33][34]
- 흉부에 다른 질환으로 방사선 치료를 받은 병력은 식도 선암의 위험 요인이다.[16]
- 실수로 또는 고의로 부식성 물질을 삼켜 식도에 부식성 손상을 입는 것은 편평상피세포암의 위험 요인이다.[2]
- 식도암을 동반한 태선증은 상염색체 우성으로 유전되는 희귀한 가족성 질환으로 17번 염색체에 존재하는 RHBDF2 유전자의 돌연변이와 관련이 있으며, 손바닥과 발바닥 피부가 두꺼워지고 편평상피세포암에 걸릴 평생 위험이 높다.[2][35]
- 연하 곤란증(즉, 삼킨 후 식도의 불수의반사 부족)은 적어도 남성에서 두 가지 주요 유형의 식도암의 위험 요인으로 보이며, 이는 갇힌 음식물과 음료의 정체로 인한 것이다.[36]
- 플러머 빈슨 증후군(식도막과 관련된 희귀 질환)도 위험 요소이다.[2]
- 인유두종 바이러스(HPV)와 식도 편평상피세포암 사이에 인과관계가 있을 수 있다는 일부 증거가 있으나, 그 관계는 불분명하다.[37][38] 중국을 포함한 일부 아시아 국가와 같이 이러한 형태의 질병 발생률이 특히 높은 지역에서는 HPV 의 관련성이 더 클 수 있다.[39][40]
- 체강 질병과 식도암 사이에는 연관성이 있다. 치료받지 않은 셀리악병 환자는 위험이 더 높지만 진단 후 시간이 지남에 따라 이 위험은 감소하는데, 이는 아마도 글루텐 프리 식단이 셀리악병 환자의 악성 종양 발생을 예방하는 역할을 하는 것으로 보인다. 그러나 질병에 걸린 후 진단이 지연되고 글루텐 프리 식단을 시작하면 악성 종양의 위험이 증가하는 것으로 보인다. 또한, 어떤 경우에는 체강 질병의 발견이 체강 질병에서 나타날 수 있는 일부 증상과 유사한 초기 증상을 보이는 암의 발병으로 인한 것이기도 하다.[41]

## 진단

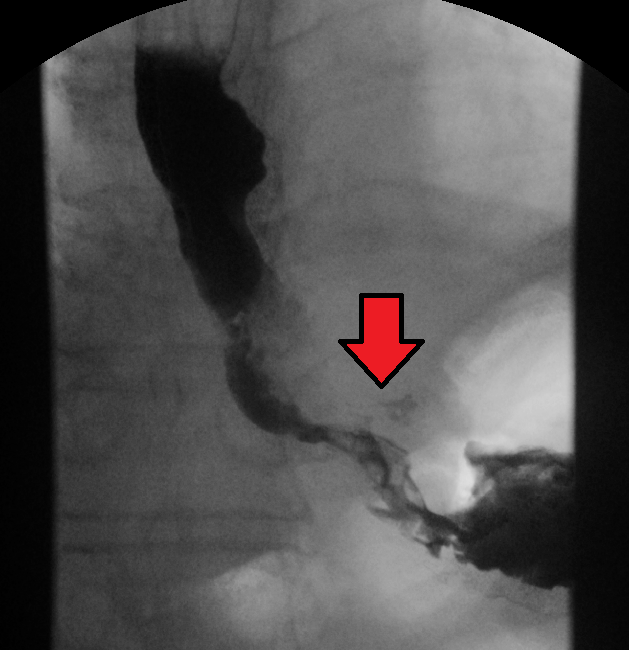
Esophageal cancer as shown by a filling defect during an upper GI series

### 임상적 평가
바륨 삼킴 검사나 바륨 식사 검사에서 폐쇄성 종양을 의심할 수 있지만, 진단은 내시경을 이용한 검사로 하는 것이 가장 정확하다. 내시경 검사는 광원과 카메라가 달린 유연한 관을 식도로 통과시켜 식도벽을 검사하는 것으로, 식도 위십이지장 내시경 검사라고 한다. 그런 다음 의심스러운 병변의 조직을 채취하여 악성 징후가 있는지 조직학적으로 검사한다.
암이 얼마나 퍼졌는지 평가하려면 추가 검사가 필요하다(아래 병기 참조). 흉부, 복부 및 골반의 컴퓨터 단층 촬영(CT)을 통해 암이 인접 조직이나 멀리 떨어진 장기(특히 간 및 림프절)로 퍼졌는지 여부를 평가할 수 있다. CT 스캔의 민감도는 일반적으로 1cm 보다 큰 종괴(예: 림프절 비대 또는 관련 장기)를 감지하는 능력에 의해 제한된다. 양전자 방출 단층 촬영은 질병의 범위를 추정하는 데 사용되며 CT 단독보다 더 정확한 것으로 간주된다. 새로운 검사 기구인 PET/MR은 PET/CT와 비교하여 타당성이 높고 상관관계가 좋은 수술 전 병기 결정에서 유망한 결과를 보여주었다. 환자에 대한 방사선량을 낮추면서 조직 분화를 향상시킬 수 있다. 식도 내시경 초음파는 종양의 침범 수준과 국소 림프절로의 전이 가능성에 관한 병기 정보를 제공할 수 있다. 종양의 위치는 일반적으로 치아로부터의 거리로 측정한다.
식도(길이 25cm 또는 10인치)는 일반적으로 위치를 결정하기 위해 세 부분으로 나뉜다. 선암은 위 근처에서, 편평상피세포암은 목 근처에서 발생하는 경향이 있지만 식도 어디에서나 발생할 수 있다.

바렛 식도의 내시경 이미지 - 식도 선암에서 흔히 나타나는 전구체
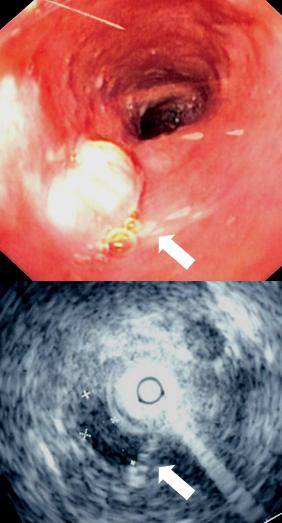
식도 중앙부의 점막하 종양에 대한 내시경 및 방사형 내시경 초음파 이미지
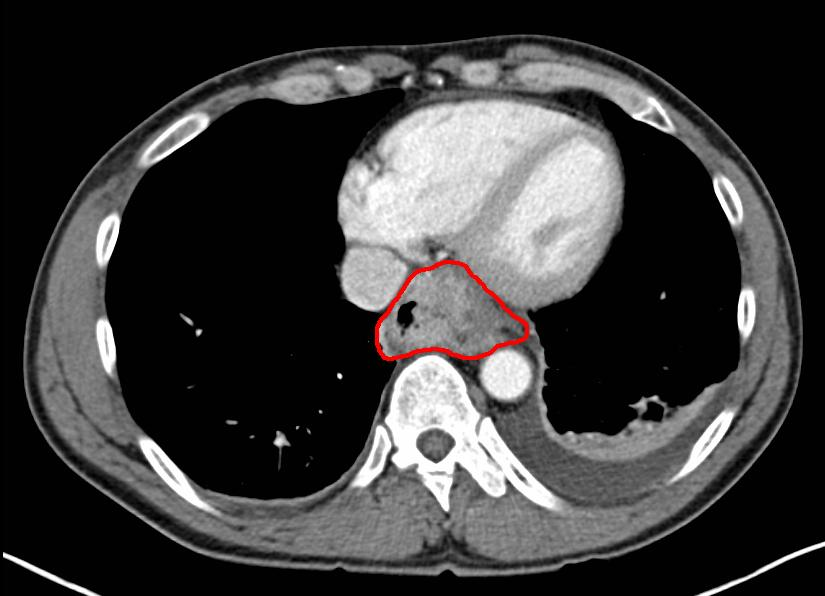
식도 종양을 보여주는 조영 CT 스캔(축 방향)
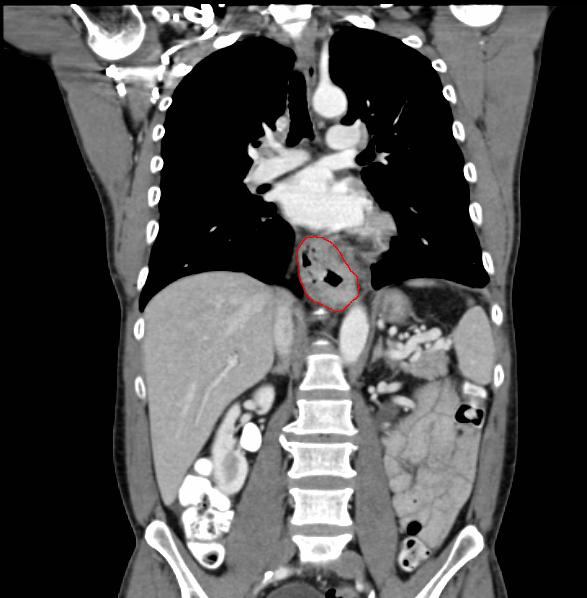
식도 종양을 보여주는 조영 CT 스캔(관상면)
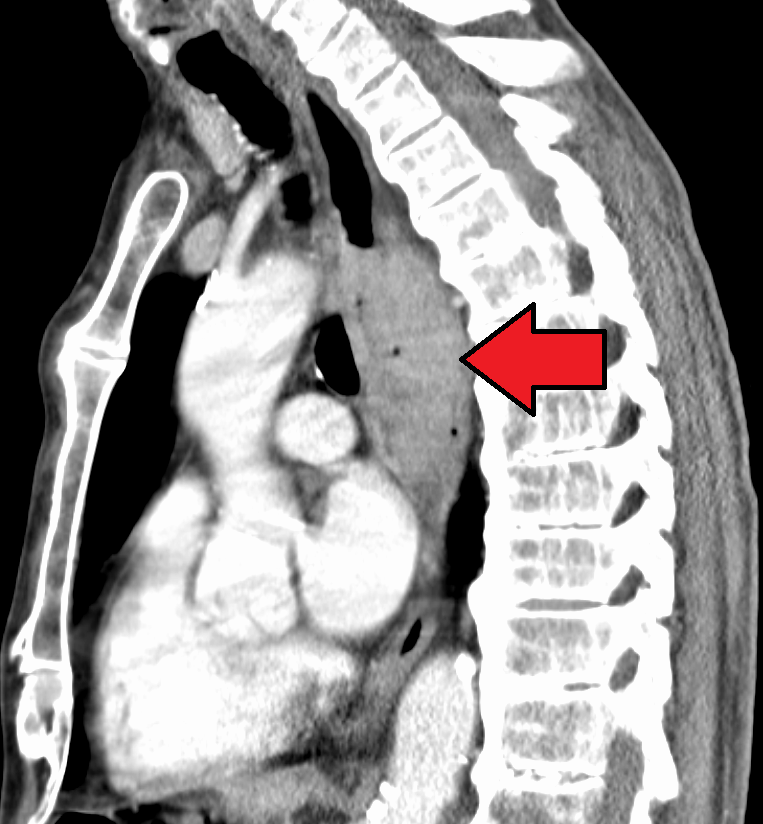
식도암
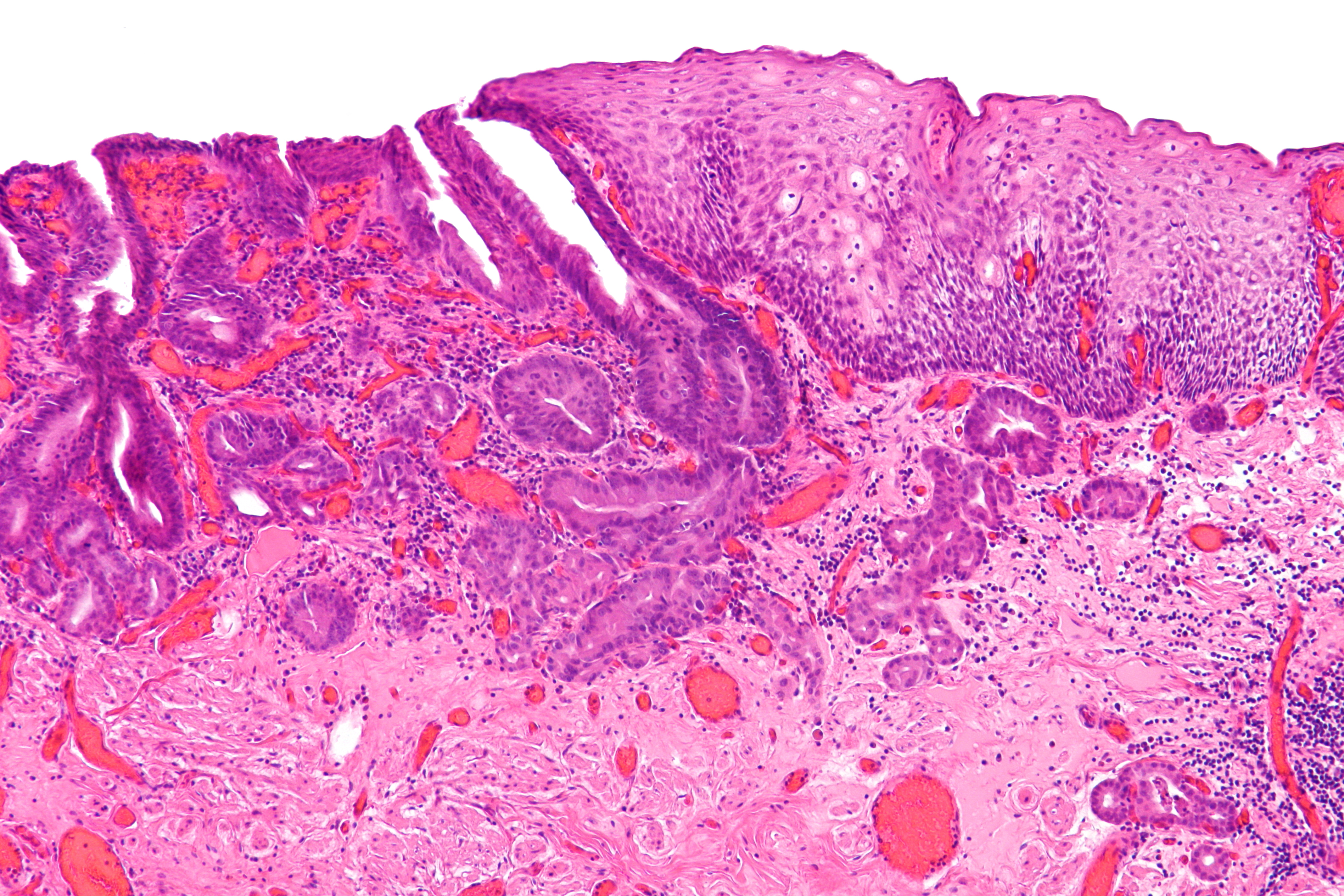
식도 선암(진한 파란색 - 이미지 왼쪽 상단)과 정상 편평 상피(이미지 오른쪽 상단)의 조직 병리학적 모습을 보여주는 현미경 사진(H&E 염색)

### 유형
식도암은 일반적으로 식도의 상피 또는 표면 내벽에서 발생하는 암종이다. 대부분의 식도암은 두경부암과 모양이 비슷하고 흡연 및 음주와 관련이 있는 식도 편평상피세포암(ESCC)과 위식도역류질환 및 바렛식도 병력과 관련이 있는 식도 선암(EAC) 중 한 가지로 분류된다. 경험상 상위 3분의 2에 해당하는 암은 ESCC 일 가능성이 높고, 하위 3분의 1에 해당하는 암은 EAC 일 가능성이 높다. 희귀한 조직학적 유형의 식도암에는 편평상피세포암의 다양한 변종과 평활근육종, 악성 흑색종, 횡문근육종, 림프종 등의 비상피성 종양이 포함된다.

### 병기
병기는 종양의 침범 정도(T), 림프절 침범 정도(N), 원격 전이 정도(M)를 분류하는 TNM 병기 시스템을 기반으로 한다. 현재 선호되는 분류는 식도 및 식도 위 접합부 암에 대한 2010 AJCC 병기 시스템이다. 이 시스템은 임상적 의사 결정에 도움을 주기 위해 세포 유형(ESCC, EAC 등), 등급(분화 정도 - 암세포의 생물학적 공격성을 나타내는 지표) 및 종양 위치(상부, 중간, 하부 또는 접합부)에 대한 정보도 통합한다.

식도암의 T1, T2, T3 병기
T4기 식도암
림프절로 전이된 식도암

## 예방
예방에는 흡연이나 씹는 담배를 끊는 것이 포함된다. 아시아에서 빈랑 씹기 중독을 극복하는 것은 식도 편평상피세포암을 예방하기 위한 또 다른 유망한 전략이다. 정상 체중을 유지하면 위험도 줄일 수 있다. 2022년 엄브렐러 리뷰에 따르면 칼슘 섭취는 위험 감소와 관련이 있을 수 있다고 한다.
국립암연구소에 따르면 "십자화과(양배추, 브로콜리/브로콜리니, 콜리플라워, 방울양배추) 및 녹황색 채소와 과일을 많이 섭취하는 식단은 식도암 위험 감소와 관련이 있다."고 한다. 식이 섬유는 특히 식도 선암에 대한 보호 효과가 있는 것으로 알려져 있다. 비타민 보충제가 위험을 변화시킨다는 증거는 없다.

### 건강검진
바렛 식도(하부 식도를 감싸고 있는 세포의 변화)가 있는 사람은 위험이 훨씬 높으므로 암의 초기 징후에 대해 정기적인 내시경 검사를 받을 수 있다. 증상이 없는 사람에 대한 선암 검진의 이점은 불분명하므로 미국에서는 권장되지 않는다. 편평상피암 발병률이 높은 일부 지역에서는 선별 검사 프로그램을 시행하고 있다.

## 관리

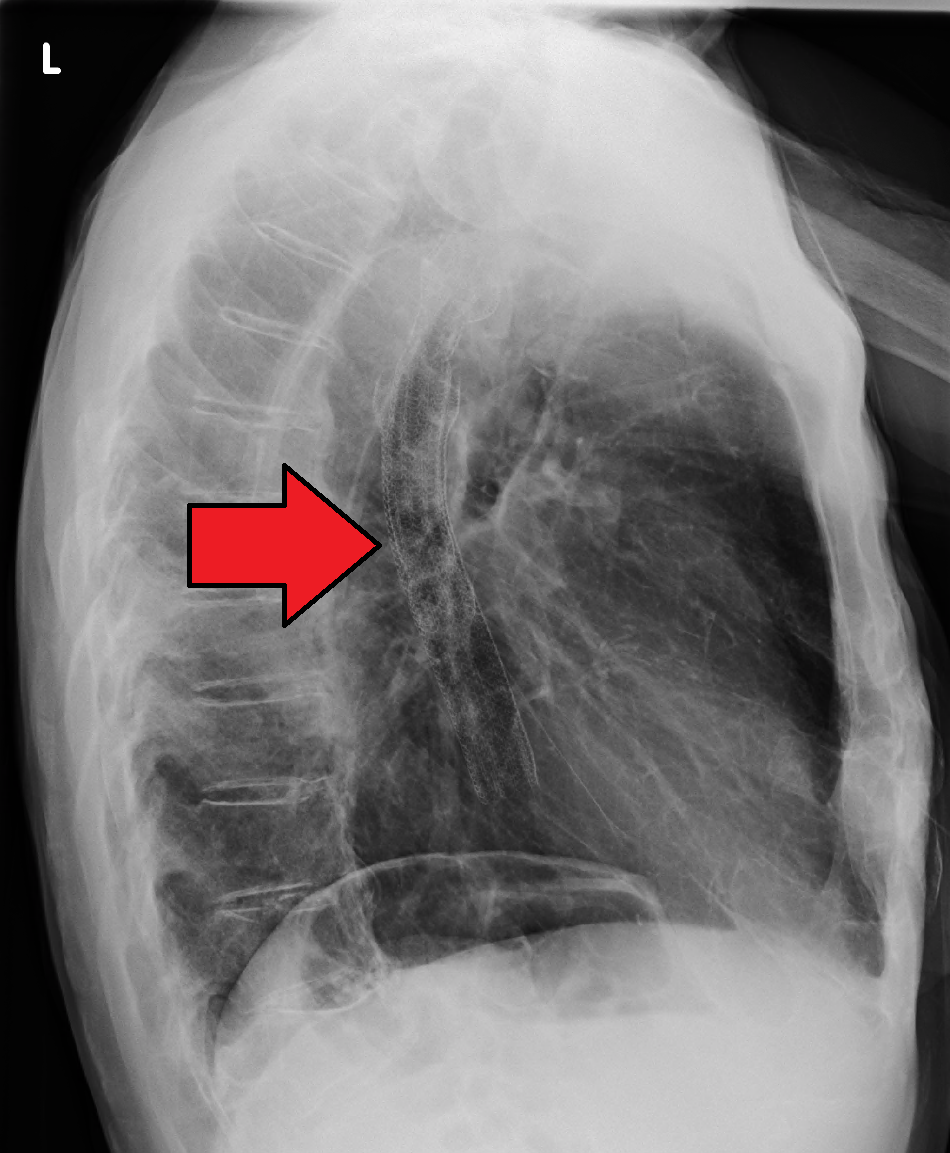
식도암용 식도 스텐트

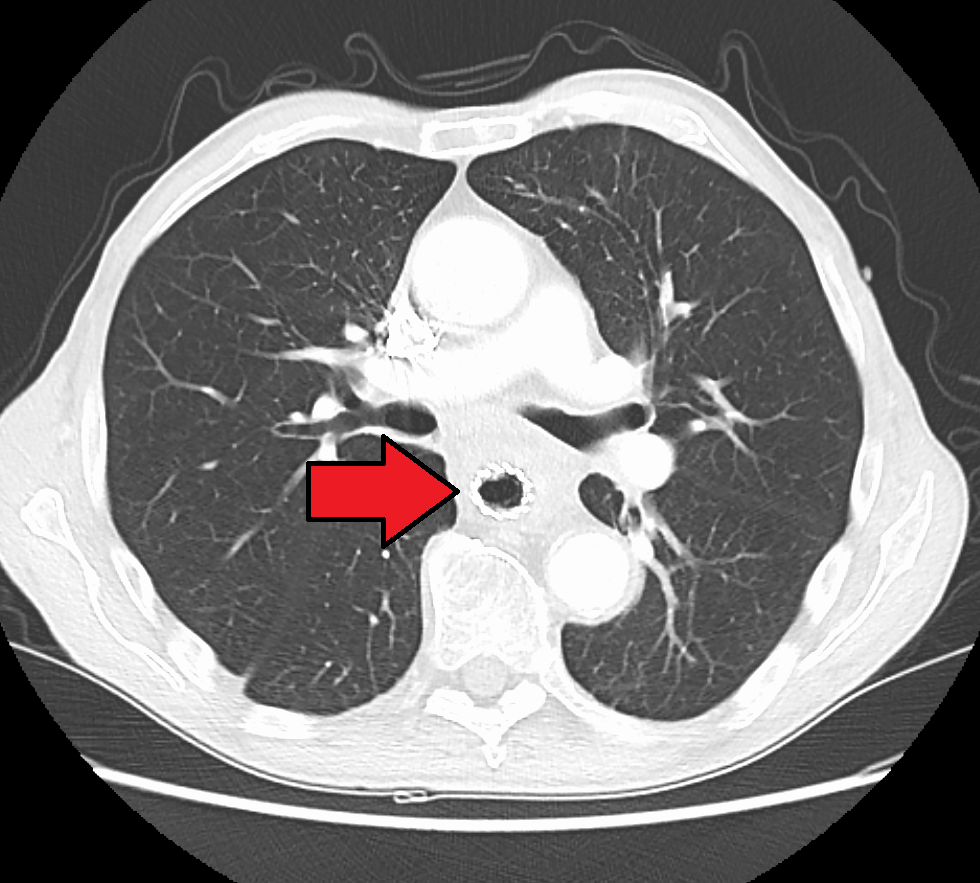
식도암용 식도 스텐트

식도 절제술 전과 후

두 가지 주요 수술 후 일반적인 흉터 라인

치료는 다양한 전문 분야를 아우르는 다학제 팀이 관리한다. 적절한 영양 섭취가 보장되어야 하며 적절한 치과 치료가 필수적이다. 치료 결정에 영향을 미치는 요인에는 암의 병기 및 세포 유형(EAC, ESCC 및 기타 유형)과 함께 환자의 전반적인 상태 및 기타 질병이 포함된다.
일반적으로 완치를 목적으로 하는 치료는 원거리 전이가 없는 국소 질환으로 제한되며, 이러한 경우 수술을 포함한 복합적인 접근 방식을 고려할 수 있다. 광범위하거나 전이성 또는 재발성 질환은 완화적으로 관리한다. 이 경우 생존 기간을 연장하기 위해 화학 요법을 사용할 수 있으며, 증상을 완화하고 삼키기 쉽게 하기 위해 방사선 요법이나 스텐트 삽입과 같은 치료법을 사용할 수 있다.

### 수술
암이 아직 초기 단계일 때 진단된 경우, 완치를 목적으로 하는 수술적 치료가 가능할 수 있다. 식도 점막이나 내벽에만 국한된 일부 작은 종양은 내시경 점막 절제술(EMR)로 제거할 수 있다. 그렇지 않으면 초기 병변의 치료 수술에는 식도의 전체 또는 일부를 제거하는 수술(식도 절제술)이 수반될 수 있지만, 이는 사망률이나 수술 후 어려움의 위험이 상대적으로 높은 고난이도의 수술이다. 조기 식도암의 경우 수술의 이점은 내시경 점막 절제술에 비해 명확하지 않다. 여러 가지 수술 옵션이 있으며, 특정 상황에 가장 적합한 선택은 여전히 연구와 논의의 대상이다. 종양의 특성과 위치뿐만 아니라 환자의 상태, 수술팀의 가장 경험이 많은 수술 유형 등도 고려해야 할 요소이다.
치료 후 삶의 질은 수술을 고려할 때 중요한 요소이다. 수술이 자주 시행되는 대형 센터에서 수술 결과가 더 좋을 가능성이 높다. 암이 신체의 다른 부위로 전이된 경우 요즘에는 식도 절제술을 일반적으로 시행하지 않는다.
식도 절제술은 식도의 일부를 제거하는 수술로, 남은 식도의 길이가 짧아지기 때문에 소화관의 다른 일부가 흉강을 통해 위로 당겨져 끼어들게 된다. 일반적으로 위 또는 대장(결장) 또는 공장의 일부이다. 짧아진 식도에 위를 다시 연결하는 것을 식도위 문합술이라고 한다.
식도 절제술은 여러 가지 방법을 사용하여 수행 할 수 있다. 수술 접근법의 선택은 종양의 특성과 위치, 외과의의 선호도에 따라 달라진다. 어떤 접근법이 다양한 상황에서 최상의 결과를 제공하는지에 대한 임상 시험의 명확한 증거는 부족하다. 진입 지점과 관련하여 첫 번째 결정은 식도구멍 시술과 흉부 시술 중 하나이다. 최근의 식도구멍 접근법은 가슴을 열지 않고 하복부 절개와 목 절개를 통해 진입한다. 식도의 아랫부분을 주변 조직에서 떼어내고 필요에 따라 잘라낸다. 그런 다음 위를 식도 열공(식도가 횡격막을 통과하는 구멍)을 통해 밀어 넣고 목에 있는 식도의 나머지 윗부분과 연결한다.
전통적인 흉부 접근법은 가슴을 통해 몸에 들어가며 여러 가지 변형이 있다. 흉복부 접근법은 복강과 흉강을 함께 열고, 2단계 아이보 루이스(Lewis-Tanner라고도 함) 접근법은 초기 개복술로 위관을 만든 다음 우측 개흉술을 통해 종양을 절제하고 식도 위 문합을 만든다. 3단계 맥킨 접근법은 목에 세 번째 절개를 추가하여 자궁경부 문합을 완료한다. 최근 일부 외과 의사들은 림프절을 포함한 주변 조직을 일괄적으로 제거하는 확장 식도 절제술이라고 하는 접근법을 사용한다.
환자가 전혀 삼킬 수 없는 경우 식도를 열어두기 위해 식도 스텐트를 삽입할 수 있으며, 스텐트는 누공을 막는 데도 도움이 될 수 있다. 종양 치료를 받는 동안 수유를 계속하기 위해 비위관이 필요할 수 있으며, 일부 환자는 위루(위장에 직접 접근할 수 있도록 피부에 구멍을 뚫는 수술)가 필요할 수 있다. 후자의 두 가지는 환자가 음식이나 타액을 기도로 흡인하는 경향이 있어 흡인성 폐렴에 걸리기 쉬운 경우 특히 중요하다.

### 화학 요법 및 방사선 요법
화학 요법은 종양 유형에 따라 다르지만 시스플라틴 기반(또는 카보플라틴 또는 옥살리플라틴)을 플루오로우라실(5-FU)과 함께 연속적으로 투여하거나 3주마다 투여하는 방법이 있다. 최근 연구에서는 절제 불가능한 진행성 암에서 에피루비신을 추가하는 것이 다른 유사한 요법보다 더 효과적인 것으로 밝혀졌다. 화학요법은 수술 후(보조요법, 즉 재발 위험을 줄이기 위해), 수술 전(신보조요법) 또는 수술이 불가능한 경우에 투여할 수 있으며, 이 경우 시스플라틴과 5-FU 가 사용된다. 현재 진행 중인 임상시험에서는 다양한 화학요법 조합을 비교하고 있다. 예를 들어, 2/3상 REAL-2 임상시험에서는 에피루비신과 시스플라틴 또는 옥살리플라틴, 플루오로우라실 또는 카페시타빈을 지속적으로 주입하는 4가지 요법을 비교하고 있다.
방사선 치료는 화학 요법이나 수술 전, 도중 또는 후에 시행되며 때로는 증상을 조절하기 위해 단독으로 시행되기도 한다. 국소 질환이 있지만 수술에 대한 금기 사항이 있는 환자의 경우, 치료 목적으로 "근치적 방사선 치료"를 사용할 수 있다.

### 기타 접근
0기 및 1기 질환에는 내시경 점막 절제술(EMR)과 고주파 절제술, 광역학 치료, NdYAG 레이저 또는 아르곤 플라즈마 응고를 이용한 점막 절제술 등의 내시경 치료가 사용된다.
레이저 치료는 고강도 빛을 사용하여 치료 부위에만 영향을 미치면서 종양 세포를 파괴하는 방법이다. 일반적으로 수술로 암을 제거할 수 없는 경우에 시행한다. 막힌 부분을 완화하면 통증과 연하 곤란을 완화하는 데 도움이 될 수 있다. 레이저 치료의 일종인 광역학 치료는 암세포에 흡수되는 약물을 사용하는데, 특수한 빛에 노출되면 약물이 활성화되어 암세포를 파괴한다.

식도암에 대한 내부 방사선 치료
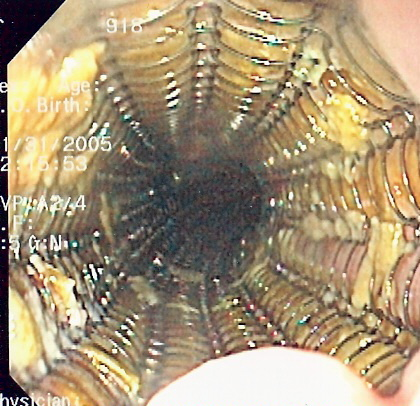
자가확장형 금속 스텐트, 완화 치료를 위해 사용된다.

### 후속 조치
치료 요법이 완료된 후 환자를 면밀히 추적 관찰한다. 증상을 개선하고 영양을 극대화하기 위해 다른 치료법을 사용하는 경우도 많다

## 예후
일반적으로 식도암의 예후는 매우 좋지 않은데, 대부분의 환자가 질병이 진행된 상태이기 때문이다. 첫 증상(삼킴 곤란 등)이 나타날 때는 이미 질병이 상당히 진행된 상태이다. 미국의 전체 5년 생존율(5YSR)은 약 15%이며, 대부분의 환자가 진단 후 1년 이내에 사망한다. 잉글랜드와 웨일즈의 최신 생존 데이터(2007년에 진단받은 환자)에 따르면 식도암 환자 10명 중 1명만이 최소 10년 이상 생존하는 것으로 나타났다.
개별적인 예후는 병기에 따라 크게 달라진다. 식도 점막에만 국한된 암 환자의 5년 생존율은 약 80%이지만 점막하 침범이 있으면 이 수치는 50% 미만으로 떨어진다. 식도 근육층으로 전이된 경우 5년 생존율은 20%, 식도 인접 구조물로 전이된 경우 5년 생존율은 7%로 예측된다. 원거리 전이가 있는 환자(근치적 수술 후보가 아닌 환자)는 5년 생존율이 3% 미만이다.

## 역학

2012년 인구 백만 명당 식도암으로 인한 사망자 수
0-4
5-6
7-10
11-15
16-26
27-36
37-45
46-59
60-75
76-142

식도암은 전 세계적으로 8번째로 많이 진단되는 암이며, 예후가 좋지 않아 암 관련 사망 원인 중 6번째로 흔한 암이다. 2012년에는 약 40만 명이 사망하여 전체 암 사망의 약 5%를 차지했다. 신규 진단 건수는 약 45만 6천 건으로 전체 암의 약 3%를 차지했다.
식도 편평상피세포암은 전 세계 식도암의 60~70%를 차지하며, 식도 선암은 20~30%를 차지한다. 흑색종, 평활근육종, 카르시노이드 및 림프종은 흔하지 않다. 식도암의 두 가지 주요 유형의 발생률은 지역에 따라 크게 다르다. 일반적으로 식도 편평상피세포암은 개발도상국에서 더 흔하게 발생하며, 식도 선암은 선진국에서 더 흔하게 발생한다.
2012년 전 세계 식도 편평상피세포암 발병률은 100,000인년당 5.2건의 새로운 사례가 발생했으며, 남성이 우세했다(남성은 100,000인년당 7.7건, 여성은 2.8건). 연구 대상 국가의 90%에서 가장 흔한 유형이었다. 특히 중국 북부, 러시아 남부, 이란 북동부, 아프가니스탄 북부, 터키 동부를 지나는 이른바 '아시아 식도암 벨트'에서 식도암이 빈번하게 발생했다. 2012년 전 세계 식도암 환자의 약 80%가 중앙아시아 및 동남아시아에서 발생했으며, 전체 환자의 절반 이상(53%)이 중국에서 발생했다. 국가별 발병률이 가장 높은 국가는 아시아에서는 몽골과 투르크메니스탄, 아프리카에서는 말라위, 케냐, 우간다였다. 식도암 문제는 사하라 사막 이남 아프리카의 동부와 남부 지역에서 오랫동안 발견되어 왔으며, 이 지역에서는 식도 편평상피세포암이 우세한 것으로 나타났다.
서구 국가에서는 최근 수십 년 동안 발병률이 증가함에 따라 식도 선암이 지배적인 형태의 질병이 되었다. 2012년 전 세계 식도 선암 발병률은 10만 명당 0.7명으로 남성이 우세했다(남성은 10만 명당 1.1명, 여성은 0.3명). 특히 발병률이 높은 지역으로는 북유럽과 서유럽, 북미, 오세아니아가 있다. 가장 높은 발병률을 기록한 국가는 영국, 네덜란드, 아일랜드, 아이슬란드, 뉴질랜드이다.

### 미국
미국에서 식도암은 남성의 암 사망 원인 7위(전체의 4%)이다. 미국 국립암연구소는 2013년에 약 18,000건의 식도암이 새로 발생하고 15,000명 이상이 식도암으로 사망한 것으로 추정했다. 미국 암학회는 2014년 한 해 동안 약 18,170건의 식도암이 새로 진단되고 15,450명이 사망할 것으로 추정했다.

편평상피세포암은 흡연이나 음주 이력이 있는 아프리카계 미국인 남성에게 더 흔하다. 1970년대까지 편평상피세포암은 미국에서 발생하는 식도암의 대부분을 차지했다. 최근 수십 년 동안 미국에서 식도 선암(바렛 식도와 관련이 있음)의 발생률이 꾸준히 증가하여 이제는 편평상피세포암을 넘어섰다. 편평상피세포암과 달리 식도 선암은 아프리카계 미국인보다 백인 미국인 남성(60세 이상)에게 더 흔하다. 여러 보고에 따르면 지난 20년 동안 식도 선암 발생률이 특히 비히스패닉계 백인 남성에서 증가했다고 한다. 뉴멕시코에서는 1973년부터 2002년까지 식도 선암의 연령 조정 발생률이 증가했다. 이러한 증가는 비히스패닉계 백인과 히스패닉계 백인에서 발견되었으며 비히스패닉계 백인에서 우세하게 나타났다. 아프리카계 미국인의 식도암 발생률과 사망률은 계속해서 코사시아인보다 높다. 그러나 1980년대 초부터 아프리카계 미국인의 식도암 발생률과 사망률은 크게 감소한 반면, 백인의 식도암 발생률과 사망률은 계속 증가하고 있다. 1975년과 2004년 사이에 미국 백인 남성의 선암 발생률은 460% 이상, 미국 백인 여성의 선암 발생률은 335% 증가했다.

### 영국
식도 선암의 발병률은 최근 수십 년 동안 영국에서 상당히 증가했다. 식도암은 영국에서 13번째로 흔한 암이며(2011년 약 8,300명이 식도암 진단), 암 사망 원인 중 6번째로 흔한 암이다(2012년 약 7,700명이 사망).

### 대한민국
2022년에 발표된 중앙암등록본부 자료에 의하면 2020년에 우리나라에서는 247,952건의 암이 새로이 발생했는데, 그 중 식도암(C15)은 남녀를 합쳐서 2,748건으로 전체 암 발생의 1.1%를 차지했다. 인구 10만 명당 조(粗)발생률(해당 관찰 기간 중 대상 인구 집단에서 새롭게 발생한 환자 수. 조사망률도 산출 기준이 동일)은 5.4건이었다. 남녀의 성비는 8.3 : 1로 남자에게 더 많이 발생했다. 발생 건수는 남자가 2,451건, 여자는 297건이었다. 남녀를 합쳐서 연령대별로 보면 60대가 37.5%로 가장 많았고, 70대가 27.6%, 50대가 17.9%의 순이었다.
조직학적으로는 2020년의 식도암 전체 발생 건수 2,748건 가운데 암종(carcinoma)이 97.1%를 차지했다. 암종 중에서는 편평상피세포암이 91.4%로 가장 많았고, 그 다음으로 선암이 3.1%를 차지했다.

## 사회와 문화

### 유명인
배우 험프리 보가트, 1957년 57세의 나이로 식도암으로 사망했다.
빌리 스트레이혼(밴드 리더이자 작곡가인 듀크 엘링턴과 함께 활동한 미국의 재즈 작곡가이자 피아니스트, 작사가, 편곡가), 1967년 51세의 나이로 식도암으로 사망했다.
배우 존 토우는 2002년 60세의 나이로 식도암으로 사망했다.
작가이자 저널리스트인 크리스토퍼 히친스는 2011년 62세의 나이로 식도암으로 사망했다.
2015년 10월 모리세이는 자신이 이 병에 걸렸다고 밝히며 처음 이 병에 걸렸다는 소식을 들었을 때의 경험을 설명했다.
아바타: 라스트 에어벤더에서 이로 장군 역과 사무라이 잭 역을 맡은 성우 이와마츠 마코는 2006년 식도암으로 72세의 나이로 사망했다.
변호사이자 사업가였던 로버트 카다시안은 2003년 59세의 나이로 식도암으로 사망했다.
가수 겸 리얼리티 TV 스타 트레이시 브랙스턴은 2022년 50세의 나이로 식도암으로 사망했다.

## 연구 방향
아스피린 또는 관련 비스테로이드성 소염진통제를 복용하는 경우 식도 편평상피세포암의 위험이 감소할 수 있지만, 무작위 대조 임상시험이 없는 현재로서는 그 증거가 확실하지 않다.
식도 선암의 유전체학은 암 게놈 시퀀싱을 사용하여 연구되고 있다. 식도 선암은 종양 미세 환경 내에서 이질성을 가진 복잡한 종양 게놈이 특징이다.